# 翼楔蛇属
翼楔蛇属（学名：Pterosphenus）是一类已灭绝的海蛇，生存于始新世。

## 描述

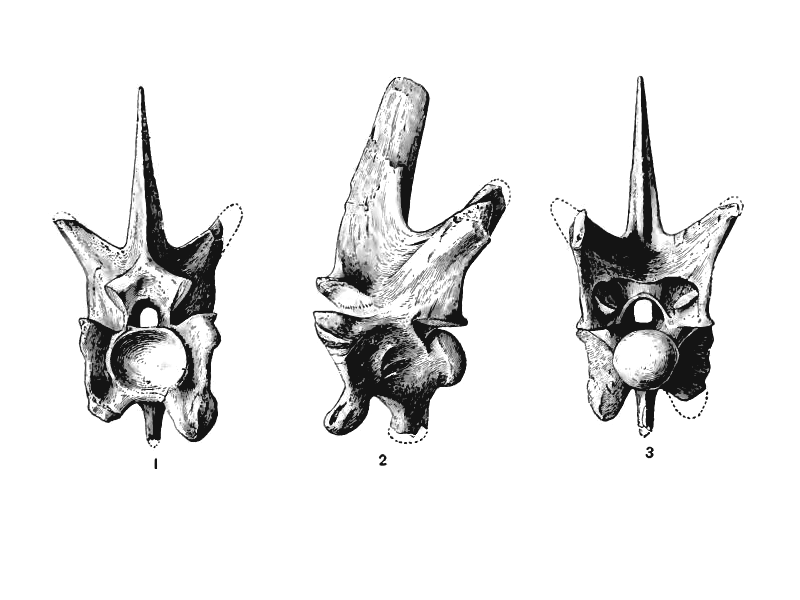
舒克特翼楔蛇高而狭窄的椎骨暗示了其高度特化的水生生活方式。

翼楔蛇属的骨骼以孤立和铰接的椎骨为主，其高度适应海洋环境。因此，它具有非常高的椎骨和非常发达的翼突，这使它具有奇异的横向压缩外观。与其他古生物一样，这些特征似乎直接与其远洋生活方式中的移动方式有关。根据北美物种舒克特翼楔蛇的化石进行的体型估计，其体长在2.5至4.8米之间，根据最大椎骨推测出的最大长度为5.7米。翼楔蛇属目前没有已知的头骨或颅骨附近的骨骼。

## 分类

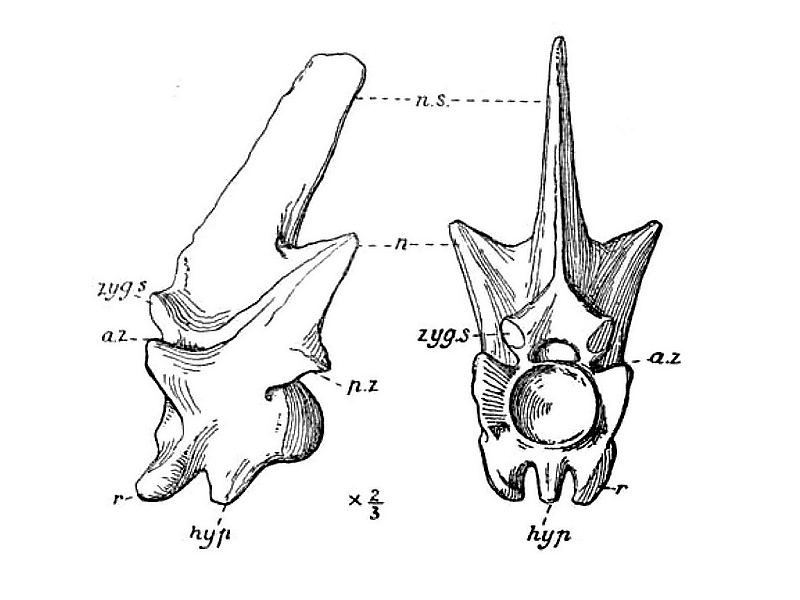
来自埃及的舒克特翼楔蛇椎骨

翼楔蛇属属于真蛇下目，更具体地说，它属于已灭绝的古杯蛇科。它的近亲是古杯蛇属，两者都属于古杯蛇亚科。目前该属有六个已知物种，分别是来自北美洲的舒克特翼楔蛇、来自南美洲的谢泼德翼楔蛇、来自北非的施维因富特翼楔蛇以及来自亚洲的比氏翼楔蛇、卡奇翼楔蛇和穆龙套翼楔蛇。

## 古生态学和古生物学
翼楔蛇属是一种海生爬行动物，生活在始新世美国东部的浅海（化石来自德克萨斯州、路易斯安那州、密西西比州和阿肯色州，最北处为新泽西州）、位于非洲的特提斯洋海域（化石来自摩洛哥、利比亚、尼日利亚和埃及）、南美洲（化石来自厄瓜多尔）和南亚（化石来自印度）。翼楔蛇属是其所处生态系统中的顶级捕食者，它们很可能会捕食同一地区的鱼类和软体动物。
可以肯定的是，翼楔蛇属会遇到同一时期的基底鲸下目动物，如轭根鲸属、矛齿鲸属和龙王鲸属，尽管龙王鲸属（根据最近的发现，它生活在河口生态系统中）的生态位划分和生活在不同地区的混合群体可能会阻止物种之间的竞争。